# Институт Итальянской энциклопедии
Институт Итальянской энциклопедии (итал. Istituto dell'Enciclopedia italiana) — основанное в 1925 году итальянское издательство, известное в первую очередь изданием Итальянской энциклопедии наук, литературы и искусств и семи дополнений к ней.

## История

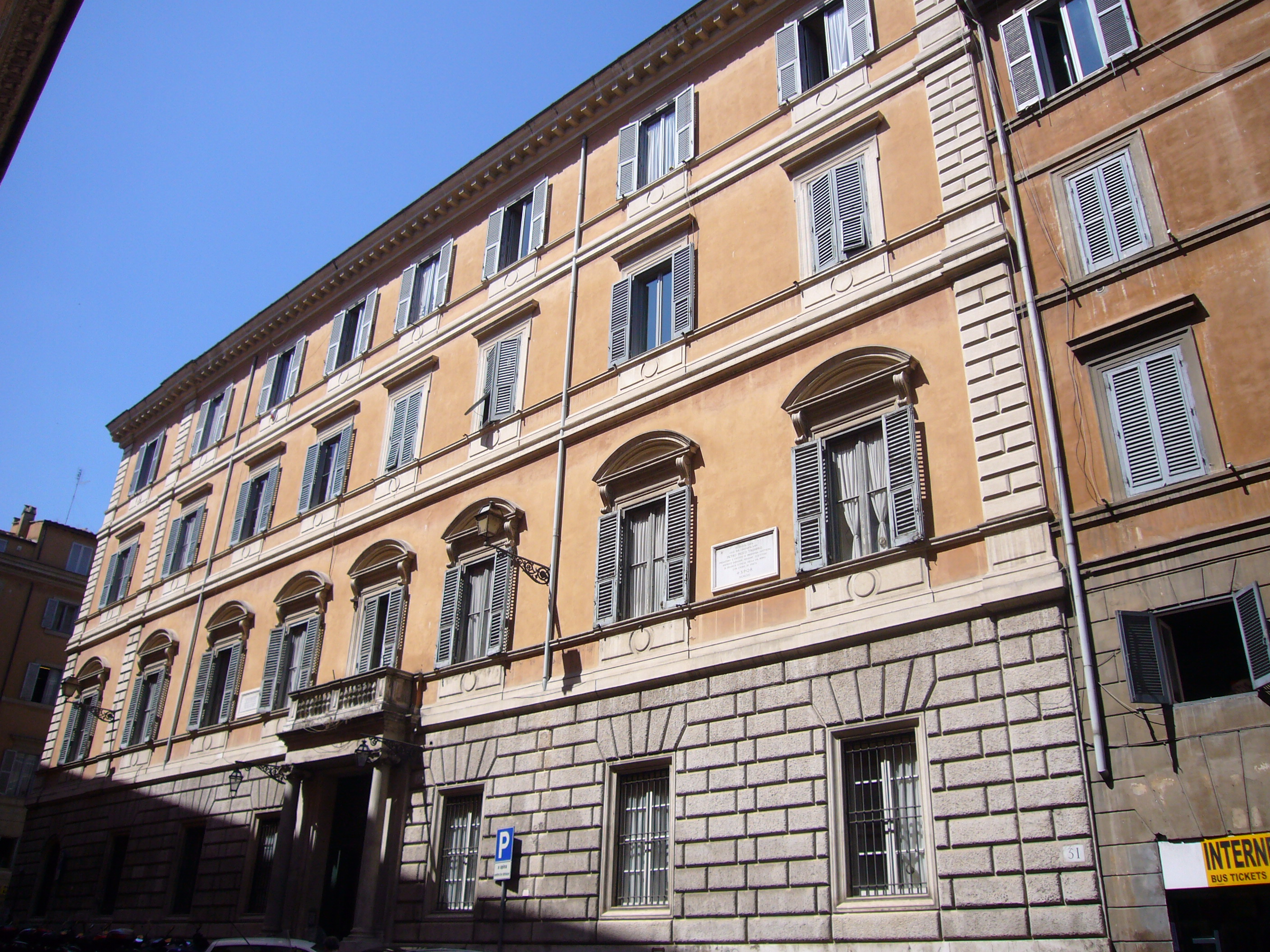
Здание библиотеки Института итальянской энциклопедии в Риме.

Издательство основано при содействии философа Джованни Джентиле в Риме 18 февраля 1925 года предпринимателем и меценатом Джованни Треккани под названием «Институт Треккани», целью института было объявлено издание энциклопедии, свободной от политических влияний; в его деятельности принимал активное участие также основатель Католического университета Святого Сердца священник-францисканец и учёный-психолог Агостино Джемелли. В 1931 году при участии издательских домов Bestetti e Tumminelli и Fratelli Treves Треккани учредил общество Тревез-Треккани-Тумминелли, преобразованное королевским указом № 669 от 24 июня 1933 года в Институт Итальянской энциклопедии (21 декабря 1933 года это решение было оформлено законом).
Издательству приходилось действовать в условиях цензуры, которой оно противостояло с большим или меньшим успехом. Так, в протоколе Административного совета от 5 августа 1933 года зафиксировано разрешение ряду учёных, не состоящих в Фашистской партии, продолжить работу над энциклопедией (автором статьи о фашизме был Джованни Джентиле, но Муссолини официально её подписал). Церковную цензуру осуществлял иезуит Такки Вентури (Tacchi Venturi) со своими сотрудниками.
Первое издание Итальянской энциклопедии, состоящее из 35 томов основного текста и одного тома указателей, увидело свет в период с 1929 по 1937 год и имело громкий успех.
В 1933—1937 годах президентом Института являлся Гульельмо Маркони. 25 июля 1943 года пал фашистский режим, затем Рим был оккупирован германскими войсками, а 22 сентября 1943 года провозглашена Итальянская социальная республика. Одним из первых нормативных актов новых властей стал декрет об учреждении института комиссаров. Должность чрезвычайного комиссара Института Итальянской энциклопедии с 1944 по 1945 год занимал Гвидо Манчини (с 1940 года — директор Управления исследований и законодательства Национальной фашистской партии). По его распоряжению издательство полностью прекратило работу и было перемещено в Бергамо вместе с большей частью имущества и архивов, однако все научные сотрудники отказались от переезда. Деятельность издательства в Риме возобновилась в ограниченном масштабе с 1944 года. После освобождения Рима чрезвычайным комиссаром был назначен Анджело Андреа Дзоттоли (Angelo Andrea Zottoli), после 25 апреля 1945 года военное правительство назначило другого комиссара. 30 мая 1946 года президентом Института стал управляющий Банком Италии Луиджи Эйнауди, после которого эту должность занимали только деятели культуры.
Впоследствии издательство было признано субъектом частного права национальной значимости и учреждением культуры — независимым, в том числе финансово, от государства и других субъектов права, за единственным исключением — в силу национальной значимости Института, его президент назначается президентом Республики (в период с 1980 по 1996 год статус подобных институций определялся законом № 123 от 2 апреля 1980 года).

## Издания
Помимо Итальянской энциклопедии, Институт осуществил издание большого количества другой справочной литературы, среди которых можно назвать следующие:
Биографические
- «Биографический словарь итальянцев»
- «Энциклопедия пап» (ит.)
- «Всеобщая биографическая энциклопедия» (ит.), издана в 2007 году в 20 томах

Лексикография
- «Итальянский энциклопедический словарь» (Dizionario enciclopedico italiano)
- «Словарь политики» (ит.) — в 1940 году под редакцией философа языка Антонио Пальяро[итал.] опубликованы 4 тома.
- «Книга года» (Libro dell’Anno), с 2000 года
- «Словарь Треккани» (ит.) в 5 томах, с 3 дополнительными томами
- «Маленькая Треккани» (Piccola Treccani) — универсальная энциклопедия для всей семьи в 16 томах
- «Энциклопедия для детей» (Enciclopedia dei ragazzi) в 7 томах

История городов
- «История Милана» (Storia di Milano) в 20 томах
- «История Венеции» (Storia di Venezia) в 8 томах

Тематические издания
- «Дантовская энциклопедия» (ит.) — с 1970 по 1978, второе издание в 1984, издание ограниченным тиражом в 1996, малоформатное — в 2005—2006
- «Вергилиевская энциклопедия» (Enciclopedia virgiliana) — с 1984 по 1991; специальные издания в 1996 и в дальнейшем
- «Горациева энциклопедия» (ит.) — с 1996 по 1998
- «Энциклопедия Фридриха II» (ит.) — 2005
- «Философия Треккани» (ит.) — 2010
- «Энциклопедия итальянского языка» (ит.) — с 2010 по 2011, в 2 томах
- «Энциклопедия Треккани XXI века» (Enciclopedia Treccani XXI Secolo) — 2011, в 6 томах
- «Константиновская энциклопедия» (Enciclopedia costantiniana) — 2012, в 3 томах, под редакцией Альберто Меллони[итал.]
- «Энциклопедия углеводородов» (ит.) — 2005, в 5 томах, в сотрудничестве с Eni

Издания по искусству
- «Помпеи» (Pompei)
- «Венеция» (Venezia)
- «Флоренция» (Firenze)

## Устав
Действующий устав утверждён в последней редакции 24 апреля 2012 года. Согласно уставу Институт Итальянской энциклопедии является акционерным обществом с капиталом 41 245 128 евро. Руководящим органом является Ординарная ассамблея, созываемая каждые 120 дней, президент Института назначается декретом президента Республики сроком на пять лет с возможностью переназначения.

## Президенты
- Джованни Треккани — с 1925 по 1933 годы
- Гульельмо Маркони — с 1933 по 1937
- Луиджи Федерцони — с 1938 по 1943
- Гвидо Манчини — с 1944 по 1945 (комиссар)
- Анджело Дзоттоли — 1945 (комиссар)
- Луиджи Эйнауди — 1946
- Гаэтано Де Санктис (ит.) — с 1947 по 1954
- Альдо Феррабино (ит.) — с 1954 по 1972
- Джузеппе Алесси — с 1973 по 1993
- Рита Леви-Монтальчини — с 1993 по 1998
- Франческо Паоло Казавола — с 1998 по 2009
- Джулиано Амато — с 2009 по 2013
- Франко Галло — с 2014 по 2024
- Карло Оссола — с 2024

## Награды
- Медаль «За вклад в развитие культуры и искусства» (Италия) — 28 ноября 1988 года[13].
- Литературная премия[итал.] Бранкати (вместе с А. И. Солженицыным и Жоржи Амаду) — 1994 год[14].